# Szellemhadsereg

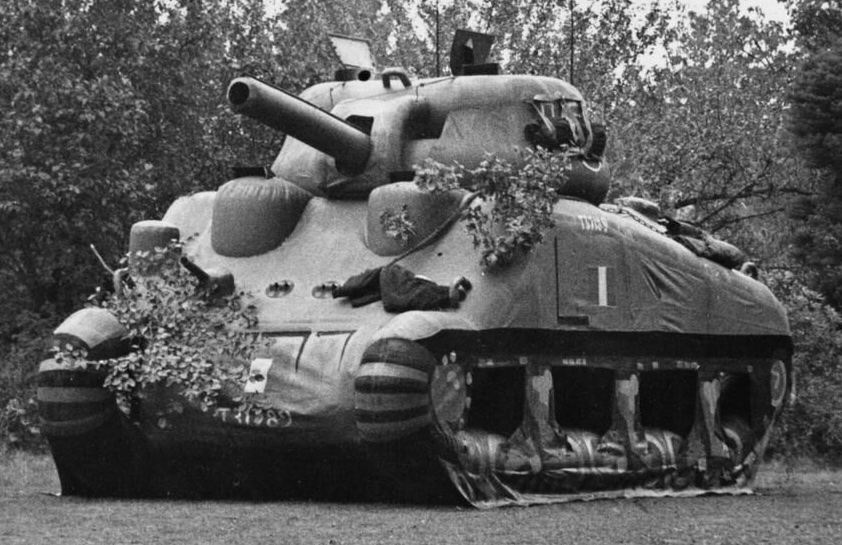
Gumitank

A Szellemhadsereg több mint 1400 színészből, grafikusból, hangmérnökből, meteorológusból, díszletépítészből és szerelőből állt. A Szellemhadsereg összetétele, fegyverzete, állománya tehát nem hasonlított egyetlen normális hadseregére sem.
X. Y... a ...-ik század őrmestere nyomban beöltözik új egyenruhájába, elfoglalja beosztását a Láthatatlan Légióban, ahol a nevezett altiszt nyomban útnak indul, fegyverét, tárgyait és a szívét kiszolgáltatja a küldöncnek. Kelt éjfél után, a világhadsereg főparancsnokságán.
Láthatatlan aláírás

## A „Szellemhadsereg” ötlete
A világtörténelemből, második világháborús dokumentumfilmekből ismert, hogy a szövetségesek különös ravaszságokra is készek voltak a háború mielőbbi befejezése érdekében. A győzelemhez gyakran fortély is kellett.
A normandiai partraszállást előkészítő gigászi hadműveletbe bevetették a Szellemhadsereget is. A világtörténelem legbonyolultabb invázióját nem lehetett eltitkolni a németek elől, akik Franciaország partjai felől védvonalat is emeltek, és erőteljes kémtevékenységet folytattak.
A német hadsereg megtévesztésére hozták létre a 23. Különleges Csoportparancsnokságot, amit rövidesen mindenki (persze, aki tudhatott róla) Szellemhadseregnek kezdett nevezni. E sosem volt haderő eszköztárába tartoztak kamu harckocsik, felfújható harci gépek és egy gazdag válogatás dübörgésekből, mindenféle más harci zajokból.
A megtévesztés ezen módszerének története állítólag abból ered, amikor George Washington tábornok fenyőfa törzsekből eszkábáltatott össze kamu ágyúkat. Az ellenség látcsövén át csak annyit láthatott, hogy amazok óriási mennyiségű eszközt vonultattak fel, és inkább feladták az el sem kezdett csatát.
Az amerikai hadvezetés életre hívta a megfélemlítő trükköt. A Szellemhadsereg tagjai nagy szabadságot kaptak kreatív ötleteik kitalálására és megvalósítására. Alapvetően a rájuk volt volt bízva, hogy milyen eszközöket vetnek be. Éppen azért volt igencsak színes ez az állomány, mert olyan művészeket és műszakiakat alkalmaztak, akik tele voltak egészen különleges ötletekkel. A fő cél pedig mindössze ez volt: elhitetni a németekkel, hogy valahol teljesen máshol fog bekövetkezni a partraszállás.
A nagy cél érdekében Angliában imitáltak hadosztályszintű mozgósításokat, a Szellemhadsereg nagy költségvetésű filmforgatásokat utánzott, tüzérségi ágyúmakettek, felfújható harckocsik, levegővel töltött gumi teherautók armadáját sorakoztatták  fel, ügyelve arra is, hogy jól megleshető terepek legyenek. Ál-gyakorlatozásokat is megszerveztek, bevetették a pirotechnikát robbantászajokkal, dübörgő  hangszórókkal. Ezeket az álgyakorlatokat rádiókban is közvetítették.
Hogy teljesen hiteles legyen az álhadsereg megléte, George S. Patton tábornokot nevezték ki az élére. A németek pedig Patton minden lépéséről azt hitték, hogy tudnak.
A Szellemhadsereg persze gépkocsis csapatmozgásokat is imitált. A gépkocsivezetők hatalmas köröket megtéve többször is áthaladtak ugyanazokon a falvakon. Biztosra lehetett venni, hogy az invázió Calaisnál lesz.
Aztán eljött a D-nap.